# جون شيلي
جون شيلي (بالإنجليزية: John Shelley) هو رسام توضيحي بريطاني، ولد في 28 يونيو 1959 في برمنغهام في المملكة المتحدة.